# Regiunea Kurgan
Regiunea Kurgan este o regiune de pe teritoriul Rusiei.